# Ochna apetala
Ochna apetala är en tvåhjärtbladig växtart som beskrevs av Bernard Verdcourt. Ochna apetala ingår i släktet Ochna och familjen Ochnaceae. Inga underarter finns listade i Catalogue of Life.